# Тафта
Тафта́ (через фр. taffetas від перс. تافته — «тканина, ткане») — різновид глянсової щільної тонкої тканини полотняного переплетення з туго скручених ниток шовку, бавовни або синтетичних органічних полімерів (хімічні волокна). Застосовується для пошиття ошатного та вечірнього одягу, декору і оббивки меблів, виготовлення товарів народного споживання і художньої гімнастики.
Для тафти характерні жорсткість, щільність і ламкість складок. Завдяки своїй пластичності і жорсткості, тафта дає можливість створювати пишні силуети, об'ємні драпування.